# Christoph Schulze-Stapen
Christoph Schulze-Stapen (* 9. Oktober 1917 in Ratibor, Landkreis Ratibor, Oberschlesien; † 31. Juli 2003 in Stapen) war ein deutscher Politiker und Landtagsabgeordneter in Nordrhein-Westfalen (CDU).

## Leben und Beruf
Nach dem Besuch der Volksschule und des Gymnasiums mit dem Abschluss Abitur absolvierte der Sohn des Reichstagsabgeordneten Reinhard Schulze-Stapen eine landwirtschaftliche Lehre. Um 1937/38 leistete er den Reichsarbeitsdienst ab, und ab 1938 bis 1945 diente er bei der Wehrmacht. Nach der Heimkehr aus der Kriegsgefangenschaft in Frankreich war er in der Sowjetischen Besatzungszone (SBZ) von 1948 bis 1952 selbstständiger Landwirt in Stapen. Nach der Flucht aus der DDR gelangte er nach West-Berlin, dann nach Gütersloh, war zunächst Lagerarbeiter und seit 1955 Verwaltungsangestellter.
Er war von 1948 bis 1952 Mitglied der Ost-CDU und anschließend Mitglied der CDU. Er war in zahlreichen Parteigremien aktiv, u. a. als Mitglied des Landespräsidiums der CDU Nordrhein-Westfalen und als stellvertretender Kreisvorsitzender der CDU des Kreises Gütersloh.
Schulze-Stapen war verheiratet und hatte einen Sohn.

## Abgeordneter
Vom 21. Juli 1958 bis zum 28. Mai 1980 war Schulze-Stapen Mitglied des Landtags des Landes Nordrhein-Westfalen. Er wurde jeweils in den Wahlkreisen 136 Wiedenbrück, 138 Wiedenbrück I – Paderborn II bzw. 138 Gütersloh I – Paderborn II direkt gewählt.

## Ehrungen
- 1969: Großes Verdienstkreuz der Bundesrepublik Deutschland
- 1980: Großes Verdienstkreuz mit Stern der Bundesrepublik Deutschland
- 1991: Verdienstorden des Landes Nordrhein-Westfalen[4]